# Citrus (Califòrnia)
Citrus és una concentració de població designada pel cens dels Estats Units a l'estat de Califòrnia. Segons el cens del 2000 tenia 10.581 habitants.

## Demografia
Segons el cens del 2000, Citrus tenia 10.581 habitants, 2.614 habitatges, i 2.174 famílies. La densitat de població era de 4.539,3 habitants/km².
Dels 2.614 habitatges en un 47% hi vivien nens de menys de 18 anys, en un 59,4% hi vivien parelles casades, en un 16,6% dones solteres, i en un 16,8% no eren unitats familiars. En l'11,1% dels habitatges hi vivien persones soles el 3,2% de les quals corresponia a persones de 65 anys o més que vivien soles. El nombre mitjà de persones vivint en cada habitatge era de 4,03 i el nombre mitjà de persones que vivien en cada família era de 4,29.
Per edats la població es repartia de la següent manera: un 33% tenia menys de 18 anys, un 12,1% entre 18 i 24, un 31,3% entre 25 i 44, un 17,1% de 45 a 60 i un 6,5% 65 anys o més.
L'edat mediana era de 28 anys. Per cada 100 dones de 18 o més anys hi havia 94,9 homes.
La renda mediana per habitatge era de 55.110 $ i la renda mediana per família de 53.668 $. Els homes tenien una renda mediana de 32.289 $ mentre que les dones 27.459 $. La renda per capita de la població era de 15.848 $. Entorn del 8,5% de les famílies i el 12,8% de la població estaven per davall del llindar de pobresa.

## Poblacions més properes
El següent diagrama mostra les poblacions més properes.